# Trychosis montivaga
Trychosis montivaga är en stekelart som först beskrevs av Léon Abel Provancher 1877.  Trychosis montivaga ingår i släktet Trychosis och familjen brokparasitsteklar. Utöver nominatformen finns också underarten T. m. austrina.